# Шахта «Рассвєт»
ДВАТ "Шахта «Рассвєт» — дочірнє підприємство ДХК «Жовтеньвугілля». Ліквідовано у 2012 році.
Фактичний видобуток 2120/994 т/добу (1990/1999). Максимальна глибина 570 (1990—1999). У 2003 р. видобуто 16 тис.т. Протяжність підземних виробок 87,9/75,9 км (1990/1999). У 1990—1999 розробляє 5 пластів m3, l7, l6, l4, l3 потужністю 0,7-1,2 м, кут падіння 8-19°. Пласти l7, l3 небезпечні з раптових викидів вугілля і породи. Кількість очисних вибоїв 6/4, підготовчих 34/29 (1990/1999). Кількість працюючих: 2521/2040 осіб, в тому числі підземних 1877/1930 осіб (1990/1999).
Адреса: 86300, м. Кіровське, Донецької обл.